# António Costa Lobo
António de Sousa da Silva da Costa Lobo (Porto, 1840 - Lisboa, 1913) foi um advogado, político, professor, historiador e escritor português.
A par da sua carreira política - par do reino, ministro e conselheiro de Estado - foi professor do Curso Superior de Letras e um estudioso do sebastianismo.
Como historiador investigou sobretudo os séculos XV e XVI e como escritor projectou uma trilogia dramática que resumisse a história de Portugal, da qual veio apenas a publicar o drama em verso intitulado Afonso de Albuquerque, em 1886, e o auto dramático Portugal Sebastianista, em 1909. A sua vida e obra foi marcada pelas ideias krausistas.

## Biografia
Nascido no Porto, numa abastada família dedicada ao negócio de vinhos, Costa Lobo frequentou a Faculdade de Direito da Universidade de Coimbra, concluindo os estudos em 1864 com a dissertação »O Estado e a liberdade de associação». 
Exercendo a magistratura, foi accionista de várias companhias, como a Companhia Geral do Crédito Predial Português, sócio de associações como a Sociedade das Casas de Asilo da Infância Desvalida de Lisboa.
Além de historiador, até ao fim da Monarquia, foi membro da Câmara dos Pares, dignidade em que sucedeu a seu pai. Em 1892 assumiu a pasta dos Negócios Estrangeiros e pertenceu ao Conselho de D. Manuel II de Portugal, tendo honras de ministro de Estado honorário. Ao longo deste percurso foi agraciado com várias condecorações.

## Obras publicadas
- 1864 - O Estado e a Liberdade de Associação
- 1877 - Memorias de um soldado da India compiladas de um Manuscripto Portuguez do Museu Britannico
- 1886 - Afonso de Albuquerque
- 1893 - Descargo da Minha Responsabilidade de Ministro
- 1903 - História da Sociedade em Portugal no Século XV[3]
- 1906 - Portugal e Miguel Ângelo Buonarróti
- 1909 - História e Prefiguração Dramática
- 1909 - Origens do Sebastianismo
- 1909 - Portugal Sebastianista
- 2011 - Origens do Sebastianismo[4]

Foi ainda tradutor e prefaciador de Sátiras, de Juvenal (1878-81), e editor literário do poema «Joaneida», de frei João Evangelista Xavier, que deixou inédito. 